# Gerardo Caetano
Gerardo Caetano Hargain (Montevideo, 30 de abril de 1958) es un profesor de historia, historiador, deportista y politólogo uruguayo.

## Biografía
Cursó sus estudios primarios y secundarios en el Colegio y Liceo Santa María de los Hermanos Maristas, donde además inició su pasión por el fútbol.
Caetano integró el plantel del Club Atlético Defensor que logró el Campeonato Uruguayo de Fútbol 1976, cortando una racha de  más de 40 años de dominio de Nacional y Peñarol. Se retiró del deporte profesional a los 22 años, luego de padecer una rotura de ligamentos cruzados.
Egresa en 1981 del Instituto de Profesores Artigas con el título de Profesor de Historia, posteriormente obtuvo un Diploma en Investigación en Historia Contemporánea en el CLAEH en 1986.
Se desempeña como investigador en el área de las ciencias sociales: Facultad de Ciencias Sociales de la UdelaR, Centro UNESCO de Montevideo, y varias instituciones más, entre las que se destaca la Academia Nacional de Letras del Uruguay.
Entre 2000 y 2005 dirigió el Observatorio Político del Instituto de Ciencia Política de la Universidad de la República, del que es Coordinador Académico desde 2005.
Se doctoró en historia en la Universidad Nacional de La Plata en 2008.

## Obras
- 1983, La agonía del reformismo (1916-1925). Montevideo: CLAEH.
- 1985, El asedio conservador (1925-1929). Montevideo: CLAEH.
- 1986, El joven Quijano (1900-1933). Izquierda nacional y conciencia crítica. Montevideo: EBO (en colaboración con José Rilla)
- 1987, Breve historia de la dictadura (1973-1985). Montevideo: CLAEH-EBO (en colaboración con José Rilla)
- 2007, La partidocracia uruguaya: historia y teoría de la centralidad de los partidos políticos. Cuadernos del CLAEH, número 44, Montevideo (con Romeo Pérez Antón y José Rilla)[3]
- 1989, El nacimiento del terrismo (1930-1933). 3 tomos, Montevideo: EBO, reeditado en 1990, 1991 (en colaboración con Raúl Jacob)
- 1992, La República Conservadora (1916-1929). 2 tomos, Montevideo: Editorial Fin de Siglo, reeditado 1993.
- 1999, Historias de la vida privada en el Uruguay (1996-1998, codirector de la colección)
- 1999, Historia contemporánea del Uruguay : de la Colonia al Mercosur. Montevideo: Fin de Siglo, (en colaboración con José Rilla)
- 2000, Los uruguayos del Centenario. Ciudadanía, nación, religión, educación. Montevideo: Taurus,  (coordinador y autor)[4]
- 2004, Antología del discurso político en el Uruguay. De la Constitución de 1830 a la revolución de 1904. Montevideo: Taurus
- Las religiones en el Uruguay: algunas aproximaciones. Montevideo: La Gotera. 2004. ISBN 978-9974-7815-8-0. (con Teresa Porzecanski, Pablo Dabezies y otros autores)
- 2005, Ideas, política y nación en el Uruguay del siglo XX, en Oscar Terán (coord.); Historia Contemporánea del Uruguay. De la Colonia al siglo XXI. Montevideo: CLAEH - Ed. Fin de Siglo (en colaboración)
- 2005, 20 años de democracia. Uruguay 1985-2005. Visiones múltiples. Montevideo: Taurus (director y coautor)
- 2005, Terrorismo de Estado y el destino final de los detenidos desaparecidos durante la dictadura militar (coordinador académico, 2005-2006)[1]
- 2006, Democracia y gerencia política. Innovación en valores, instrumentos y prácticas.  Montevideo:CLAEH-OEA.
- 2010, La crisis mundial y sus impactos políticos en América del Sur. Montevideo: TRILCE.
- 2012, Liber Seregni. La unidad de las izquierdas. Montevideo: Ediciones de la Banda Oriental (en coautoría con Salvador Neves).
- 2012, Dictaduras y democracias en el Cono Sur (1961-2011). Montevideo: CEFIR-GIZ, (en coautoría con Martín Mandressi).
- 2014, La provocación del futuro. Retos del desarrollo en el Uruguay de hoy. Montevideo:Planeta, (en coautoría con Gustavo De Armas y Sebastián Torres).
- 2015, Las Instrucciones del Año XIII. 200 años después. 2013 Montevideo: Planeta, (en coautoría con Ana Ribeiro , 13 historiadores uruguayos y 13 extranjeros).
- 2015, Tierras, reglamento y revolución. Reflexiones a doscientos años del reglamento artiguiste de 1815. Montevideo: Planeta, (en coautoría con Ana Ribeiro).
- 1997, "La secularización uruguaya. (I). Catolicismo y privatización de lo religioso", en coautoria con Geymonat, Roger,  Montevideo.
- 2013, El “Uruguay laico”. Matrices y revisiones, en coautoría con Geymonat, Roger; Greising, Carolina y Sánchez, Alejandro. Montevideo. Taurus
- 2019, Alberto Methol Ferré. Reflexiones sobre geopolítica y la región. Montevideo: Planeta, (en colaboración con Diego Hernández Nilson)
- 2020, La causa armenia entre el Ararat y Uruguay. Historia de un reconocimiento. Montevideo: Fundación Zelmar Michelini, (en colaboración con Salvador Neves y Mauricio Rodríguez)
- 2021, El liberalismo conservador. Montevideo: Ediciones de la Banda Oriental.
- 2022, Historia de los conservadores y las derechas en Uruguay. De la contrarrevolución a la Segunda Guerra Mundial. Montevideo: Banda Oriental, (coordinador junto con Magdalena Broquetas)
- 2022, Historia de los conservadores y las derechas en Uruguay. Guerra Fría, reacción y dictadura. Montevideo: Banda Oriental, (coordinador junto con Magdalena Broquetas)
- 2023, Historia de los conservadores y las derechas en Uruguay. Pasado reciente: legados y nuevas realidades. Montevideo: Banda Oriental, (coordinador junto con Magdalena Broquetas)

### Documental
- Caetano es el narrador en el documental de 2024 Jorge Batlle: entre el cielo y el infierno, dirigido por Federico Lemos.[5]